# Epiophlebia laidlawi
Epiophlebia laidlawi је инсект из реда Odonata и фамилије Epiophlebiidae.

## Угроженост
Ова врста је на нижем степену опасности од изумирања, и сматра се скоро угроженим таксоном.

## Распрострањење
Врста има станиште у Непалу и Индији.

## Станиште
Станиште врсте су планински потоци и реке. 
Врста Epiophlebia laidlawi је присутна на планинском венцу Хималаја у Азији.